# Edsträsket
Edsträsket är en sjö i Sorsele kommun i Lappland och ingår i Umeälvens huvudavrinningsområde. Sjön är 5,5 meter djup, har en yta på 1,16 kvadratkilometer och är belägen 338 meter över havet. Edsträsket ligger i Vindelälven Natura 2000-område. Sjön avvattnas av vattendraget Edsträskbäcken.

## Delavrinningsområde
Edsträsket ingår i det delavrinningsområde (726377-159792) som SMHI kallar för Utloppet av Edsträsket. Medelhöjden är 405 meter över havet och ytan är 24,25 kvadratkilometer. Det finns inga avrinningsområden uppströms utan avrinningsområdet är högsta punkten. Edsträskbäcken som avvattnar avrinningsområdet har biflödesordning 4, vilket innebär att vattnet flödar genom totalt 4 vattendrag innan det når havet efter 282 kilometer. Avrinningsområdet består mestadels av skog (72 procent) och sankmarker (11 procent). Avrinningsområdet har 1,16 kvadratkilometer vattenytor vilket ger det en sjöprocent på 4,8 procent.